# Джастін Дюмей
Джастін Дюмей (англ. Justin Dumais, 13 серпня 1978) — американський стрибун у воду.
Учасник Олімпійських Ігор 2004 року.
Призер Чемпіонату світу з водних видів спорту 2005 року.
Призер Панамериканських ігор 2003 року.